# Garbiñe Etxeberria
Garbiñe Etxeberria Aranburu (Hernani, Guipúzcoa, 22 de enero de 1967) es una jugadora y entrenadora de fútbol, que ha desarrollado su carrera profesional en la Real Sociedad de Fútbol de San Sebastián, actualmente directora deportiva de la sección de fútbol femenina. Ha sido una de las primeras mujeres entrenadoras profesionales en la liga femenina de Fútbol.

## Biografía
Garbiñe Etxeberria comienza a jugar a fútbol con 14 años en el equipo de su colegio, el Liceo Santo Tomás. Juega a fútbol sala y fútbol playa, cantera de jugadores y jugadoras de Guipúzcoa, para pasar posteriormente a fútbol 11. Destaca entre las mejores jugadoras, de manera que en 1984 pasa a jugar en la Agrupación Deportiva Oiartzun, Oiartzun Kirol Elkartea, uno de los clubes más importantes de España en lo que a Fútbol femenino se refiere, sobre todo en esos años y uno de los equipos que conformaron la Liga Nacional de Fútbol Femenino, antecesora de la actual Primera División Femenina. Con el Oiartzun K,E, alcanza la máxima categoría y en la temporada 1990/91, como capitana del equipo, consigue un campeonato nacional de liga, primera victoria de un equipo Vasco y 2 Copas de la Reina (1987 y 1988).
Una gran parte de su vida futbolística la pasa en el Oiartzun, primero como jugadora, del año 1984 al 1996 en el que alterna su papel de jugadora con el de entrenadora de equipos de base y luego como entrenadora. El año 2004 ficha por la Real para entrenar el primer equipo femenino y con el objetivo de conformar el proyecto de la sección de fútbol femenino de la Real Sociedad. Entrena al equipo las temporadas 2004 y 2005 junto a Iñigo Domínguez. Logran el ascenso a la Superliga (actualmente Liga Iberdrola) ese año y debutan en 2006.  En el año 2007 pasa a ser la primera entrenadora de la Real Sociedad en su segundo año en la Superliga.
En 2008 abandona el banquillo y pasa a estar vinculada a la Real Sociedad en diversas funciones como delegada, secretaria técnica y responsable de planificación entre otras.
Desde 2017, año en el que solicita una excedencia de su profesión de profesora en educación infantil, es la Directora Deportiva de la Sección de fútbol femenino de la Real Sociedad, bajo cuyo mandato han conseguido ganar la Copa de la Reina en 2019.
Es una de las pioneras del fútbol femenino guipuzcoano, una referente como jugadora, entrenadora y como dirigente del fútbol femenino vasco y español.

## Palmarés
| Título                      | Club          | Cargo               | Año  |
| --------------------------- | ------------- | ------------------- | ---- |
| Campeonato Nacional de Liga | Oiartzun K.E. | Jugadora            | 1990 |
| Copa de la Reina            | Oiartzun K.E. | Jugadora            | 1987 |
| Copa de la Reina            | Oiartzun K.E. | Jugadora            | 1988 |
| Ascenso a Superliga         | Real Sociedad | Entrenadora         | 2005 |
| Copa de la Reina            | Real Sociedad | Directora deportiva | 2019 |